# Agirre (Galdácano)
Agirre es un barrio español del municipio de Galdácano, perteneciente a la provincia de Vizcaya, en la comunidad autónoma del País Vasco. En la actualidad, forma parte de la entidad de población de Agirre-Aperribai de ese mismo municipio.

## Historia
Hacia finales del siglo XIX, el lugar, ya por entonces perteneciente a Galdácano, tenía contabilizada una población de 68 habitantes. Aparece descrito en el primer volumen del Diccionario geográfico, estadístico, histórico, biográfico, postal, municipal, marítimo y eclesiástico de España y sus posesiones de ultramar de Pablo Riera y Sans con las siguientes palabras:

AGUIRRE.—Barrio agreg. al ayunt. de Galdácano, con casa consistorial en Santa María de Galdácano, distante 2 kilómetros. Cuenta 68 hab. y 17 edif. Organización judicial.—Depende del part. jud. de Bilbao y aud. territorial de Búrgos. Organización civil.—Sujeto al gobierno civil de Vizcaya, cuya capital es Bilbao. Organización militar.—Depende de la c. g. de las Provincias Vascongadas y gobierno militar de Bilbao. Organización económica.—Se halla sujeto á la admon. económica de su prov., en union del ayunt. á que se halla agreg. Organización eclesiástica.—Depende de la dióc. de Calahorra. Servicio público.—Recibe la corr. por las estac. del f. c. de Bilbao, Vitoria y Zumárraga, conduccion de Zumárraga á Bilbao, y cartería de su ayunt. Obras públicas y medios de comunicacion.—Los caminos son locales. Poblacion.—Está formada de casas de dos y tres pisos. Artes, oficios, industria.—No ejercen otra industria que la agricultura. Situacion geográfica y topográfica.—Está situado dentro del término municipal de Galdácano, como uno de los barrios de que se compone.
(Riera y Sans, 1881, pp. 115-116)

En la actualidad, el barrio forma parte de la entidad de población de Agirre-Aperribai.